# Cyclanorbis
Cyclanorbis is een geslacht van schildpadden uit de familie weekschildpadden (Trionychidae).

## Naam en indeling
De wetenschappelijke naam van de groep werd voor het eerst voorgesteld door John Edward Gray in 1852. De geslachtsnaam Cyclanorbis betekent vrij vertaald 'omcirkelde schijf' en is afgeleid van het Griekse 'kuklas' (omcirkeld) en het Latijnse 'orbis', dat 'rond van vorm' betekent.
Er zijn twee soorten die onderstaand zijn weergegeven, met de auteur en het verspreidingsgebied.
| Naam                                                | Auteur                 | Verspreidingsgebied |
| --------------------------------------------------- | ---------------------- | --- |
| Rugvlekweekschildpad (Cyclanorbis elegans)          | Gray, 1869             | Afrika; Soedan, Tsjaad, Centraal-Afrikaanse Republiek, Kameroen, Benin, Nigeria, Togo, Ethiopië, Ghana en Equatoriaal-Guinea                                                                                        |
| Senegalese weekschildpad (Cyclanorbis senegalensis) | Duméril & Bibron, 1835 | Afrika; Benin, Equatoriaal-Guinea, Gambia, Ghana, Guinee, Guinee-Bissau, Ivoorkust, Kameroen, Liberia, Mali, Mauritanië, Nigeria, Senegal, Sierra Leone, Soedan, Togo en Tsjaad en de Centraal-Afrikaanse Republiek |

## Uiterlijke kenmerken
De schildpadden zijn middelgroot tot groot en kunnen een rugschildlengte bereiken tot ongeveer zestig centimeter. De schildkleur is olijfkleurig tot grijs, vaak met vlekjes op de bovenzijde van het schild. Deze zijn bij de juveniele dieren duidelijk te onderscheiden maar worden fletser naarmate de dieren ouder worden. Het buikschild heeft een witte tot geelwitte kleur. De poten worden beschermd door huidflappen op het plastron.

## Levenswijze
De Cyclanorbis-soorten zijn net zoals alle weekschildpadden sterk aan water gebonden, het platte zachte schild en de tenen die zwemvliezen hebben zijn hier aanpassingen op, evenals de kleine maar spitse kop. De dieren zijn omnivoor, op het menu staan zowel kleine waterdieren als planten, fruit en aas.

## Verspreiding en habitat
De soorten komen voor in delen van Afrika en leven in de landen Benin, Equatoriaal-Guinea, Ethiopië, Gambia, Ghana, Guinee, Guinee-Bissau, Ivoorkust, Kameroen, Liberia, Mali, Mauritanië, Nigeria, Senegal, Sierra Leone, Soedan, Togo en Tsjaad en de Centraal-Afrikaanse Republiek.
Het verspreidingsgebied van de Senegalese weekschildpad (Cyclanorbis senegalensis) bestaat voor het grootste deel uit populaties in het westen met een tweede in het midden van het continent welke gescheiden zijn door de Saharawoestijn. Het areaal van de rugvlekweekschildpad (Cyclanorbis elegans) is meer versnipperd en bestaat uit verschillende sterk geïsoleerde populaties. 
De habitat bestaat zowel uit grotere rivieren en meren als kleinere stroompjes en tijdelijke wateren, er is een voorkeur voor een modderbodem. 

## Beschermingsstatus
Door de internationale natuurbeschermingsorganisatie IUCN is aan beide soorten een beschermingsstatus toegewezen. De rugvlekweekschildpad wordt beschouwd als 'ernstig bedreigd' (Critically Endangered of CR) en de Senegalese weekschildpad staat te boek als 'kwetsbaar' (Vulnerable of VU).